# Vancouver Whitecaps FC
Il Vancouver Whitecaps FC è un club calcistico canadese con sede a Vancouver (Columbia Britannica). Dal 2011 milita nella Major League Soccer, il massimo campionato di calcio degli Stati Uniti d'America e del Canada.
Viene fondato nel 1974 per partecipare alla NASL, il massimo campionato nordamericano di allora, di cui vince l'edizione 1979. Sciolto nel 1984 con la fine della NASL, si ricostituisce nel 1986 come Vancouver 86ers, partecipando alla Canadian Soccer League. Passa nelle serie minori americane nel 1993, tornando al nome originario nel 2001. Dal 2011 viene ammessa alla MLS. Costituisce, insieme ai Portland Timbers e ai Seattle Sounders, il cosiddetto "triangolo della Cascadia", una delle maggiori rivalità calcistiche del nord America.
Il club ha una lunga tradizione giovanile e ha gestito anche una sezione femminile, vincitrice di due titoli nella W-League.

## Storia

### I Whitecaps nella NASL (1974-1984)

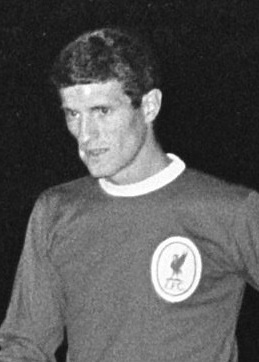
Willie Stevenson, primo capitano dei Whitecaps, qui con la maglia del Liverpool

La città di Vancouver era rimasta senza un club di calcio professionistico dopo la scomparsa dei Royal Canadians nel 1968. L'11 dicembre 1973 vennero fondati i Vancouver Whitecaps, in vista dell'ammissione alla stagione 1974 della NASL, il massimo campionato nordamericano di allora. Il primo giocatore ingaggiato in assoluto dai Caps fu Glen Johnson, mentre la prima rete della storia del club fu segnata da Neil Ellett nella gara di esordio del 5 maggio 1974 contro i californiani del S.J. Earthquakes. I Whitecaps si imposero quasi subito come uno dei club di spicco della lega, grazie sia all'apporto di giovani calciatori locali come i fratelli Italo-canadesi Bob e Sam Lenarduzzi, sia a un'accorta politica di scelta degli stranieri: piuttosto che ingaggiare grandi nomi a fine carriera si puntò su giovani calciatori, in genere provenienti dal campionato inglese, che avessero la possibilità di giocare con continuità in prima squadra. Fu il caso per esempio di Bruce Grobbelaar o di Peter Beardsley, entrambi passati per il Canada prima di approdare al Liverpool.
Il miglior periodo dei primi Whitecaps fu sicuramente quello a cavallo tra gli anni settanta e ottanta, i canadesi si qualificarono infatti ininterrottamente ai play-off dal 1976 al 1984. L'apice fu raggiunto con la vittoria del titolo nel 1979, quando la squadra sconfisse i Tampa Bay Rowdies nel Soccer Bowl disputato l'8 settembre 1979 al Giants Stadium di New York, davanti a circa 64.000 spettatori. Durante quelle stagioni di successo il club calamitò anche le attenzioni del pubblico: l'Empire Stadium registrò più volte il tutto esaurito e anche nel 1983, la prima stagione giocata nel nuovo BC Place Stadium, il pubblico si attestò su una media di quasi 30.000 spettatori.
Al termine della stagione 1984, in seguito al fallimento della lega, anche i Vancouver Whitecaps dovettero interrompere bruscamente le proprie attività.

### Gli 86ers e i successi nella CSL (1986-1992)

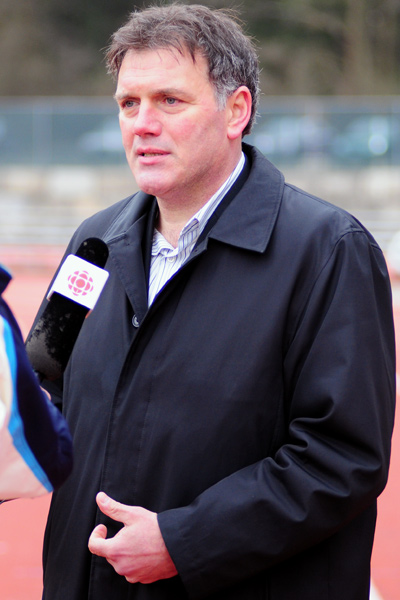
Bob Lenarduzzi

Dopo due anni di inattività a seguito dello scioglimento, fu costituito un nuovo club per partecipare alla Canadian Soccer League, il nuovo campionato canadese professionistico. Il nome scelto fu 86ers, in omaggio sia all'anno di nascita della società (1986), che a quello di fondazione della città di Vancouver (1886). I legami fra il nuovo club e i vecchi Whitecaps erano evidenti per la presenza di diversi giocatori e dirigenti della precedente società, vennero fatte anche diverse richieste per l'acquisto del diritto a usare il nome "Whitecaps", ma per oltre 14 anni questi tentativi andarono a vuoto.
Gli 86ers si distinsero subito come i dominatori della nuova lega: in sei edizioni vinsero quattro titoli, raggiungendo cinque volte la finale. Tra il 1988 e il 1989, sotto la guida tecnica di Bob Lenarduzzi, la squadra fissò il record continentale di 46 incontri consecutivi senza sconfitte. Nel 1990 i canadesi vinsero il North American Club Championship, un incontro disputato fra la vincitrice del campionato canadese e quella dell'American Professional Soccer League, il massimo campionato statunitense di allora, battendo per 3-2 i Maryland Bays. Il club della Columbia Britannica avrebbe avuto diritto a partecipare alla CONCACAF Champions' Cup 1992, la massima competizione continentale del Nord America, ma rinunciò poco prima della disputa del primo turno. Nel 1992 il club optò per trasferirsi nell'APSL, contribuendo al fallimento e alla chiusura della CSL.

### I campionati USL (1993-2010)

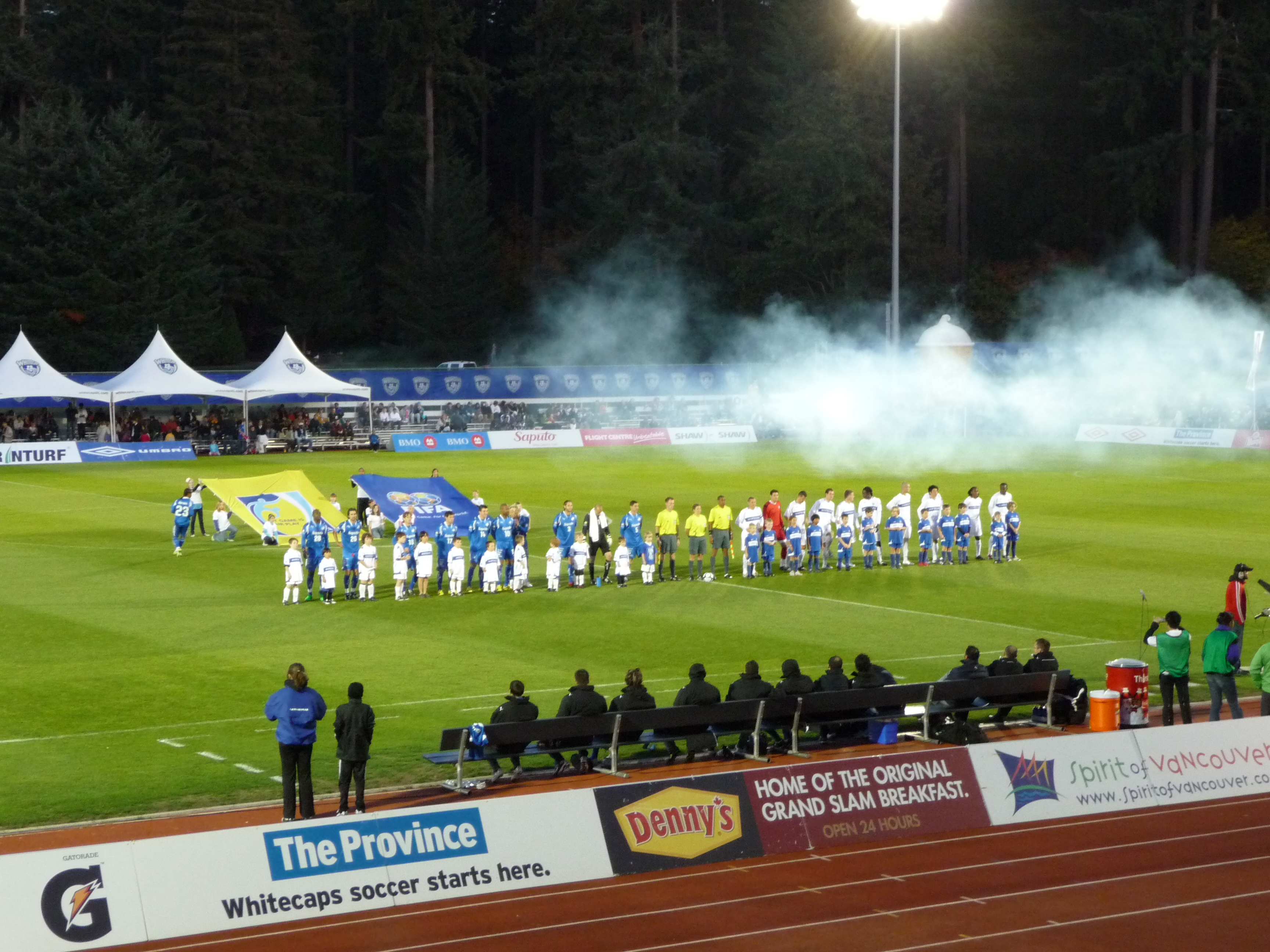
Whitecaps e Impact prima della finale della USL First Division 2009

I primi anni nell'APSL, che successivamente cambiò il proprio nome in A-League e si vide scavalcare dalla nascente MLS, furono avidi di successi per la squadra di Vancouver, che raggiunse al massimo la semifinale dei play-off. Al termine della stagione 2000 il club riuscì finalmente a riacquisire il nome Whitecaps, cambiando contemporaneamente il proprio stemma e i propri colori sociali.
Nella seconda metà degli anni 2000 i Whitecaps aprirono un nuovo ciclo di successi, conquistando nel 2006 e nel 2008 il titolo della USL First Division, nuovo nome della A-League. Anche nella stagione 2009 raggiunsero la finale, ma il tris non riuscì a causa della sconfitta contro l'Impact de Montréal. Nel novembre 2009 Vancouver fu uno dei club che decise di secedere dalla USL per contrasti commerciali con gli organizzatori del torneo, cercando di dar vita a una nuova lega che riprendesse il nome storico di NASL. Tuttavia il club non giocò mai nella nuova lega: infatti nella stagione 2010 prese parte al campionato provvisorio di secondo livello promosso direttamente dalla federazione, la USSF Division 2 Pro League, per poi venire ammessa al massimo campionato della Major League Soccer nel 2011.

### I Whitecaps in MLS (2011-oggi)
I Vancouver Whitecaps vennero ufficialmente ammessi in MLS il 18 marzo 2009, quando fu annunciato che a partire dalla stagione 2011 sarebbero stati il diciassettesimo membro della lega. L'ammissione alla più prestigiosa lega del Nord America fu accompagnata da un restyling anche a livello societario: a Greg Kerfoot, proprietario sin dal 2002, si aggiunsero altri tre investitori: il presidente della Seagate Stephen Luczo, il fondatore di Yahoo! Jeff Mallett, e la stella del basket Steve Nash. Allo stesso tempo fu elaborato un nuovo logo e si cominciarono i lavori per l'adeguamento del BC Place.
Già nel 2012, alla sola seconda stagione di partecipazione, i Whitecaps riuscirono a qualificarsi ai play-off per il titolo, venendo però eliminati al primo turno dai futuri campioni dei Los Angeles Galaxy. Nel 2015 arrivò invece il primo successo nel Canadian Championship, il trofeo che dal 2008 è la coppa nazionale del Canada. Grazie a questo successo la squadra si qualificò per la prima volta nella sua storia alla CONCACAF Champions League, venendo però eliminata subito nella fase a gironi. In ambito continentale il riscatto arrivò già nell'edizione successiva, nella quale i Whitecaps vinsero il proprio girone ed arrivarono in semifinale. Nel 2018 la squadra mancò l'accesso ai play-off e nel 2019 le delusioni furono ancora maggiori: i Whitecaps si classificarono ultimi nella propria Conference e nella coppa nazionale subirono una storica eliminazione ad opera del Cavalry FC, squadra della Canadian Premier League. I proprietari della squadra decisero quindi di operare una riorganizzazione a livello societario, con la nomina del tedesco Axel Schuster come direttore sportivo, in sostituzione dello storico presidente Bob Lenarduzzi, ex giocatore ed allenatore del club.
Il 26 luglio 2022 conquistò il Canadian Championship per la seconda volta, a sette anni di distanza dal primo successo. La finale, disputatasi nello stadio di casa, vide l’affermazione della squadra di Vanni Sartini ai calci di rigore contro il Toronto FC, con la realizzazione di tutti e cinque i rigori e con l'errore decisivo di Jonathan Osorio. Con questo successo i Whitecaps avviarono una serie di tre successi consecutivi: la coppa canadese venne infatti conquistata anche nel 2023 e nel 2024.
Il 13 dicembre 2024 i proprietari hanno annunciato l'intenzione di vendere il club, avviando la ricerca di compratori.

## Colori e simboli
Il nome Whitecaps, cime bianche, venne scelto nel 1973 da Denny Veitch, uno dei fondatori del club: intendeva fare riferimento alla cime innevate delle Montagne Rocciose Canadesi e alla schiuma sulla cresta delle onde dell'Oceano Pacifico. Le montagne, il mare e il cielo sono la fonte di ispirazione anche per l'attuale stemma societario, in uso dal 2011, e per i colori sociali, il bianco, il blu e il celeste, riadottati nel 2000.

Il primo logo, in uso dal 1974 al 1978
Il logo dal 1979 al 1984
Il logo degli 86ers dal 1986 al 1992
Il logo dal 1993 al 2000

I primi colori sociali dei Whitecaps furono il bianco e il rosso, in omaggio alla bandiera nazionale del Canada, richiamata anche nel primo logo con una foglia d'acero. Nel 1979 si passò al blu-bianco-celeste, contemporaneamente a un cambio di logo che mise un'onda come elemento centrale. In occasione della rifondazione del 1986 degli 86ers vennero scelti come colori il giallo e il blu, per poi tornare dal 1993 al 2000 al bianco e rosso.

## Strutture

### Stadi

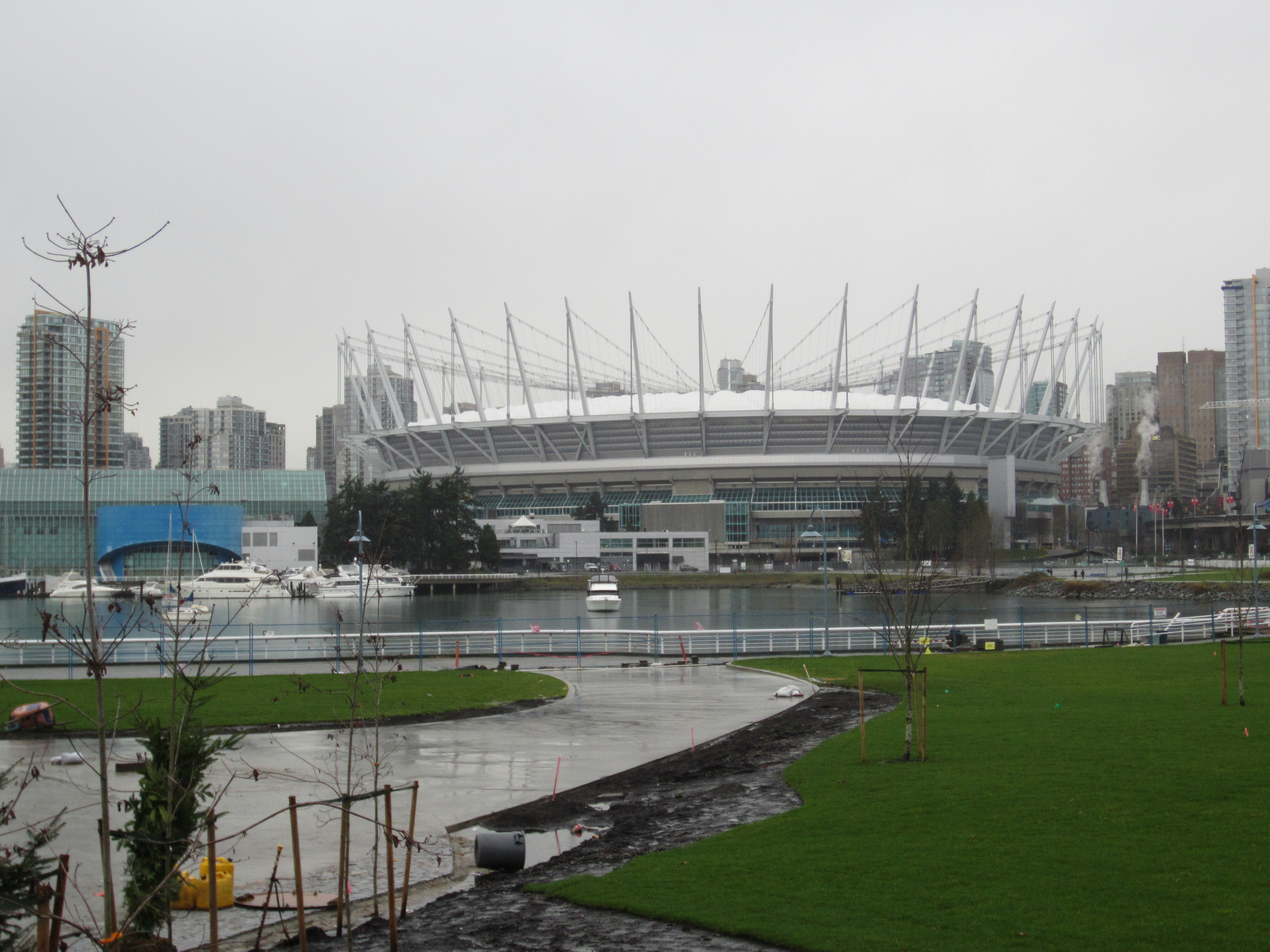
Visuale esterna del BC Place, attuale stadio dei Whitecaps

Dal 1974 al 1983 i Whitecaps giocarono nell'Empire Stadium, una struttura nata nel 1954 per i Giochi del Commonwealth Britannico. L'impianto aveva originariamente 32.375 posti poi ridotti a poco più di 30.000, e nel 1970 venne dotato di un fondo in erba sintetica. Prima dei Whitecaps, l'Empire Stadium aveva ospitato anche le partite casalinghe dei Vancouver Royals nella NASL 1968. Lo stadio fu poi demolito nel 1993.
Nel 1983 la squadra si trasferì al British Columbia Place Stadium (conosciuto più brevemente come BC Place), un impianto al coperto capace di ospitare circa 60.000 spettatori. La prima gara fu giocata il 20 giugno 1983 contro i Seattle Sounders, registrando il record di 60.342 spettatori.
Dopo la rifondazione del 1986 venne scelto come impianto casalingo lo Swangard Stadium di Burnaby, la cui capienza era di circa 4.500 posti a sedere.
Vista la ridotta capacità dello Swangard Stadium, quando i Whitecaps sono stati ammessi in MLS hanno dovuto nuovamente trasferirsi: quasi tutta la stagione 2011 venne giocata all'Empire Field, una struttura temporanea di 27.528 posti appositamente creata nel luogo dove precedentemente sorgeva l'Empire Stadium. La squadra si trasferì nuovamente al BC Place nella stessa stagione, al termine di alcuni lavori di rifacimento che hanno dotato l'impianto di un tetto retrattile. La capienza è stata portata a 54.320 spettatori, riducibili a 22.120 proprio per le partite di calcio. I Whitecaps hanno giocato la loro prima gara nel nuovo BC Place il 2 ottobre 2011, contro i Portland Timbers.

### Centro d'allenamento

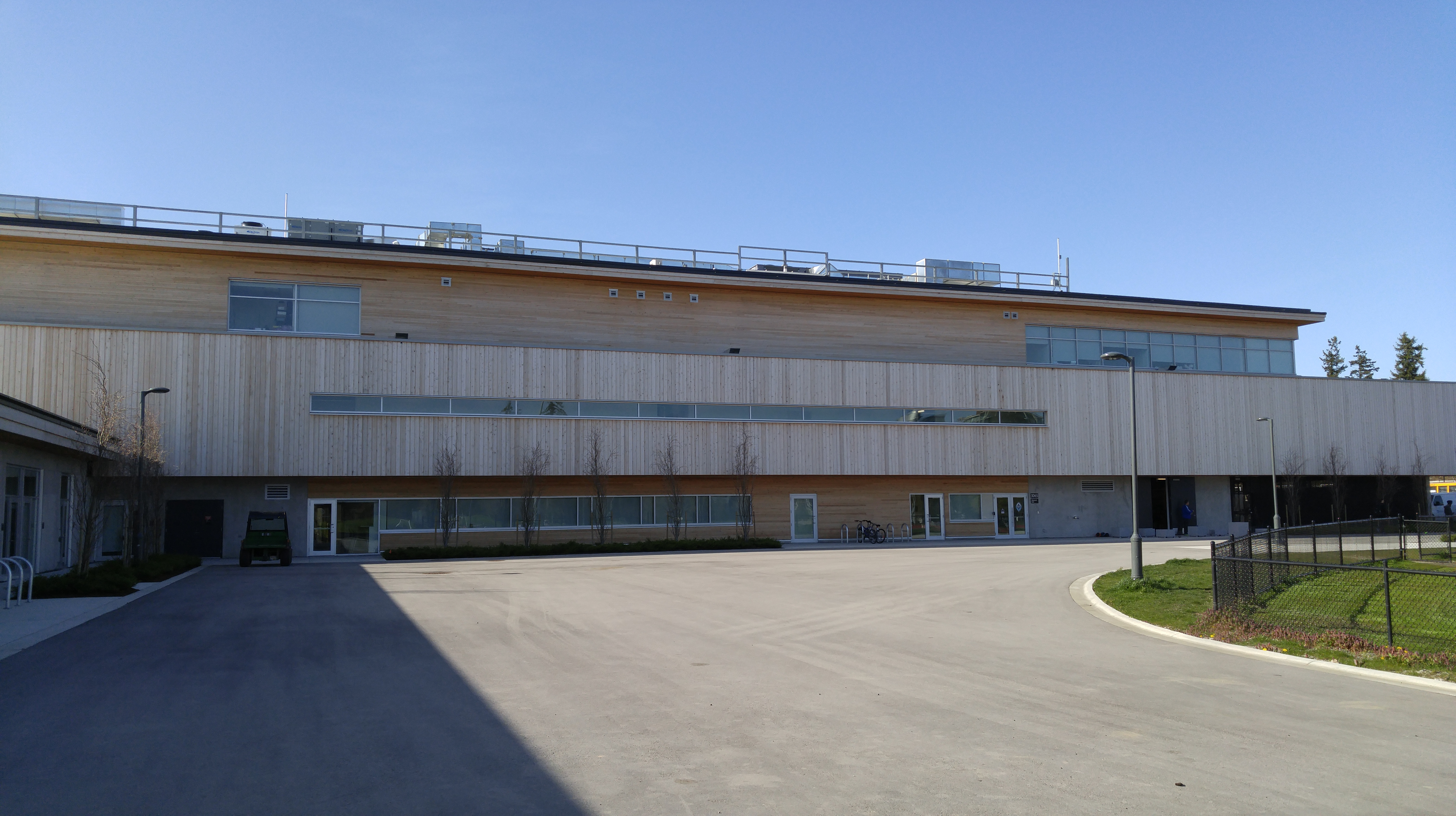
Ingresso del National Soccer Development Centre

I Whitecaps svolgono i propri allenamenti al National Soccer Development Centre, una struttura costruita sui terreni dell'Università della Columbia Britannica, grazie a un accordo fra il club e l'università stessa. Una prima parte del centro è stata messa a disposizione delle varie squadre dei Whitecaps già nel febbraio 2013, ma il completamento è avvenuto nel 2017. Il centro include sette campi di calcio, tre in erba naturale e quattro in erba sintetica, più altre strutture di supporto, per una spesa totale di 32,5 milioni di dollari canadesi.

## Società

### Allenatori
Di seguito gli allenatori ad aver occupato fino ad ora la panchina dei Whitecaps.
- 1974-1975  James Easton
- 1976  Eckhard Krautzun
- 1977  Eckhard Krautzun
 Holger Osieck (ad interim)
 Tony Waiters
- 1978-1979  Tony Waiters
- 1980  Bob McNab
- 1981-1983  Johnny Giles
- 1984  Alan Hinton
- 1987-1993  Bob Lenarduzzi
- 1994-1999  Carl Valentine
- 2000-2001  Dale Mitchell
- 2002-2004  António Fonseca
- 2005-2007  Bob Lilley
- 2008-2010  Teitur Thordarson
- 2011  Teitur Thordarson (gen.-mag.)
 Tom Soehn (giu.-dic.)
- 2012-2013  Martin Rennie
- 2014-2017  Carl Robinson
- 2018  Carl Robinson (gen.-set.)
 Craig Dalrymple (set.-dic.)
- 2019-2020  Marc Dos Santos
- 2021  Marc Dos Santos (gen.-ago.)
 Vanni Sartini (ago.-dic.)
- 2022-2024  Vanni Sartini
- 2025-  Jesper Sørensen

### Settore giovanile
I Vancouver Whitecaps sono tradizionalmente una delle società nordamericane più attente a sviluppare in casa i propri calciatori, facendo anche da bacino per le nazionali canadesi. Il settore giovanile è composto dalle squadre Under-15, Under-17 e Under-19, che giocano nelle rispettive categorie della MLS Next, il campionato giovanile della MLS. Inoltre una selezione dell'Academy dei Whitecaps gioca nella League 1 British Columbia, campionato semiprofessionistico di terza divisione del Canada.
Nella MLS Next Pro, il campionato riserve della MLS, è iscritto il Vancouver Whitecaps II, che nelle stagioni dal 2015 al 2017 aveva partecipato alla USL, il campionato professionistico di terzo livello nordamericano. Prima della creazione dei Whitecaps II esisteva una squadra Under-23, che partecipava alla USL PDL.
Peculiarità del settore giovanile dei Whitecaps è che i giovani aspiranti calciatori vivono insieme a tempo pieno, integrando agli allenamenti anche la propria educazione scolastica, in base a quello che fino al 2018 era chiamato programma "Residency". La struttura centrale è affiancata anche dalle scuole calcio affiliate, disseminate in tutta la provincia della Columbia Britannica.

### Squadra indoor
Durante gli anni della NASL i Vancouver Whitecaps parteciparono anche a cinque campionati di indoor soccer organizzati dalla lega, giocando le partite casalinghe al Pacific Coliseum. Nel 1975, nel 1976 e nel 1983-1984 la squadra non raggiunse i play-off, conquistati invece sia nel 1980-1981 che nel 1981-1982, quando in entrambe le occasioni fu eliminata dai futuri campioni, nel primo caso dagli Edmonton Drillers in semifinale e nel secondo dai San Diego Sockers ai quarti.

## Statistiche e record

### Partecipazioni ai campionati nazionali
| Livello | Competizione               | Partecipazioni | Debutto | Ultima stagione | Totale |
| 1º      | NASL                       | 11             | 1974    | 1984            | 32     |
| 1º      | CSL                        | 6              | 1987    | 1992            | 32     |
| 1º      | MLS                        | 15             | 2011    | 2025            | 32     |
| 2º      | APSL                       | 2              | 1993    | 1994            | 18     |
| 2º      | A-League                   | 10             | 1995    | 2004            | 18     |
| 2º      | USL First Division         | 5              | 2005    | 2009            | 18     |
| 2º      | USSF Division 2 Pro League | 1              | 2010    | 2010            | 18     |

### Partecipazioni alle coppe nazionali
| Competizione          | Partecipazioni | Debutto | Ultima stagione |
| Canadian Championship | 17             | 2008    | 2025            |

### Partecipazioni alle competizioni internazionali
| Competizione                            | Partecipazioni | Debutto   | Ultima stagione |
| CONCACAF Champions League/Champions Cup | 5              | 2015-2016 | 2025            |
| Leagues Cup                             | 2              | 2023      | 2024            |

## Palmarès

### Competizioni nazionali
- North American Soccer League: 1

1979
- Canadian Soccer League: 4

1988, 1989, 1990, 1991
- USL First Division: 2

2006, 2008
- Canadian Championship: 4

2015, 2022, 2023, 2024

### Altri piazzamenti
- Canadian Soccer League:

Primo al termine della stagione regolare: 1991, 1992
- American Professional Soccer League:

Primo al termine della stagione regolare: 1993
- North American Club Championship:

Vincitore: 1990
- CONCACAF Champions Cup:

Finalista: 2025

## Tifoseria

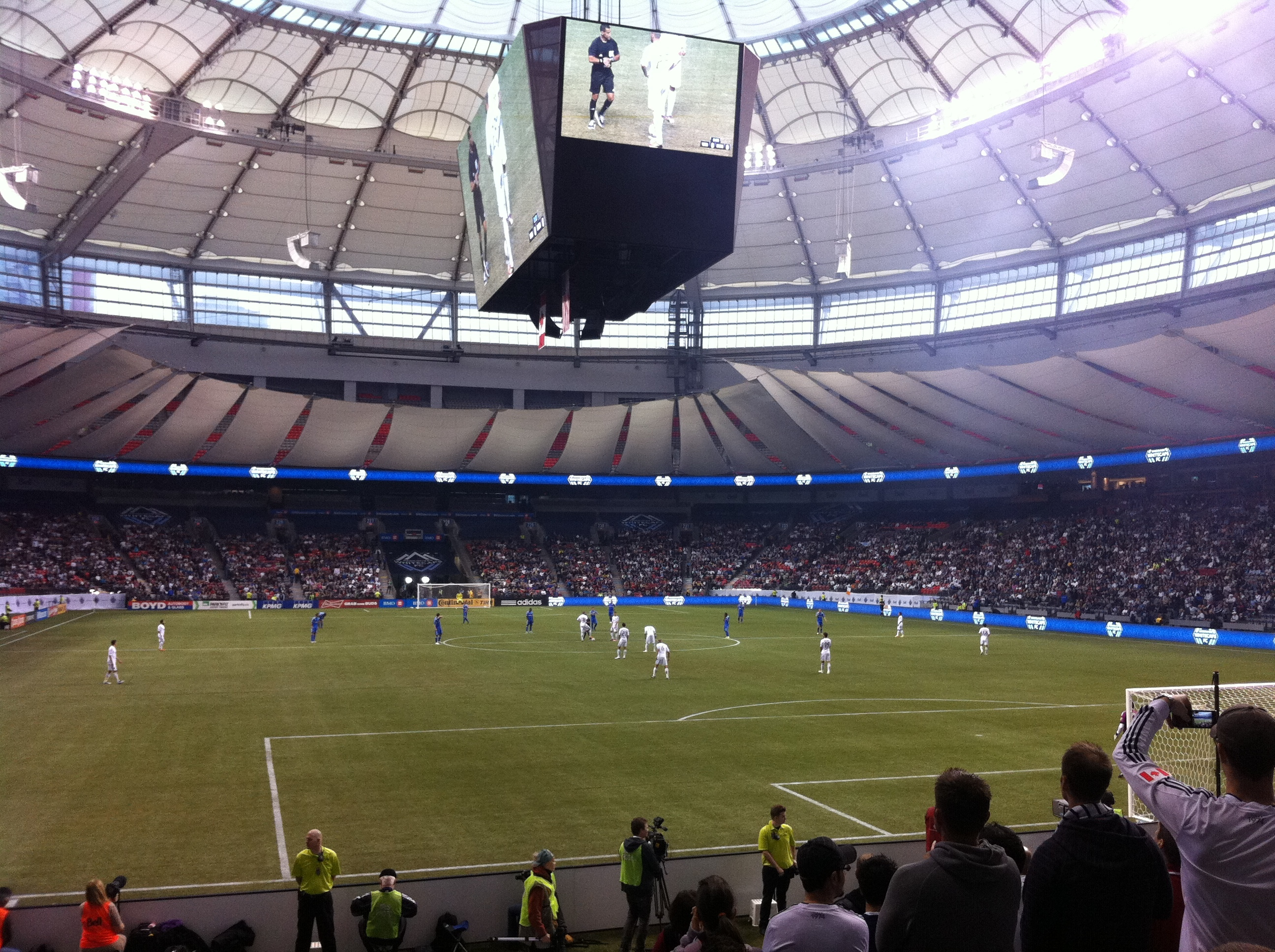
BC Place pieno di tifosi. Si notano i teli per la riduzione della capienza e il maxi schermo centrale

Il maggiore gruppo organizzato di tifosi dei Whitecaps è quello dei Southsiders, chiamato così perché occupano la curva sud del BC Place, fondato nel 1999. Altri gruppi importanti sono i Curva Collective e i Rain City Brigade.
La maggiore rivalità dei Whitecaps è con i Portland Timbers e i Seattle Sounders, con i quali forma il cosiddetto "triangolo della Cascadia", dal nome della regione che comprende gli Stati dell'Oregon e di Washington e la provincia canadese della Columbia Britannica. Probabilmente si tratta della più sentita rivalità calcistica del nord America, e risale sin dai tempi in cui le tre squadre si incontravano nella NASL, proseguendo anche nelle serie minori per poi rinnovarsi in MLS. A partire dal 2004 le tifoserie delle tre squadre hanno istituito un trofeo, chiamato Cascadia Cup appunto, che si assegna in base ai risultati degli incontri nella regular season fra le squadre.

### Media spettatori
Nella seguenti tabelle la media degli spettatori presenti allo stadio per le partite della stagione regolare del campionato.
| Stagione | Partite disputate | Totale spettatori | Media spettatori |
| -------- | ----------------- | ----------------- | ---------------- |
| 1974     | 10                | 100.979           | 10.098           |
| 1975     | 11                | 83.369            | 7.579            |
| 1976     | 12                | 103.877           | 8.656            |
| 1977     | 13                | 154.660           | 11.897           |
| 1978     | 15                | 235.866           | 15.724           |
| 1979     | 15                | 344.436           | 22.962           |
| 1980     | 16                | 429.341           | 26.834           |
| 1981     | 16                | 371.783           | 23.236           |
| 1982     | 16                | 292.011           | 18.251           |
| 1983     | 15                | 437.454           | 29.164           |
| 1984     | 12                | 182.494           | 15.208           |

| Stagione | Partite disputate | Totale spettatori | Media spettatori |
| -------- | ----------------- | ----------------- | ---------------- |
| 2011     | 17                | 346.909           | 20.406           |
| 2012     | 17                | 331.081           | 19.475           |
| 2013     | 17                | 340.653           | 20.038           |
| 2014     | 17                | 346.943           | 20.408           |
| 2015     | 17                | 348.624           | 20.507           |
| 2016     | 17                | 379.603           | 22.330           |
| 2017     | 17                | 364.073           | 21.416           |
| 2018     | 17                | 373.089           | 21.946           |
| 2019     | 17                | 331.745           | 19.514           |
| 2020     | 1                 | 22.120            | 22.120           |
| 2021     | 9                 | 112.730           | 12.526           |
| 2022     | 17                | 278.790           | 16.399           |
| 2023     | 17                | 284.661           | 16.745           |
| 2024     | 17                | 444.064           | 26.121           |

| Stagione | Partite disputate | Totale spettatori | Media spettatori |
| -------- | ----------------- | ----------------- | ---------------- |
| 1993     | 12                | 58.235            | 4.853            |
| 1994     | 10                | 47.423            | 4.742            |
| 1995     | 12                | 53.904            | 4.492            |
| 1996     | 11                | 44.744            | 4.068            |
| 1997     | 14                | 49.812            | 3.558            |
| 1998     | 15                | 62.776            | 4.185            |
| 1999     | 15                | 68.386            | 4.559            |
| 2000     | 15                | 59.378            | 3.959            |
| 2001     | 13                | 72.050            | 5.542            |
| 2002     | 14                | 52.762            | 3.769            |
| 2003     | 14                | 60.085            | 4.292            |
| 2004     | 14                | 67.668            | 4.833            |
| 2005     | 14                | 71.202            | 5.086            |
| 2006     | 14                | 71.191            | 5.085            |
| 2007     | 14                | 72.264            | 5.162            |
| 2008     | 15                | 74.989            | 4.999            |
| 2009     | 15                | 79.678            | 5.312            |
| 2010     | 15                | 77.237            | 5.149            |

## Organico

### Rosa 2025
Aggiornata al 25 febbraio 2025.
| N. |                        | Ruolo | Calciatore          |
| -- | ---------------------- | ----- | ------------------- |
| 1  | Giappone (bandiera)    | P     | Yōhei Takaoka       |
| 2  | Uruguay (bandiera)     | D     | Mathías Laborda     |
| 3  | Canada (bandiera)      | D     | Sam Adekugbe        |
| 4  | Serbia (bandiera)      | D     | Ranko Veselinović   |
| 7  | Canada (bandiera)      | A     | Jayden Nelson       |
| 11 | Stati Uniti (bandiera) | C     | Emmanuel Sabbi      |
| 12 | Siria (bandiera)       | D     | Belal Halbouni      |
| 13 | Canada (bandiera)      | C     | Ralph Priso         |
| 14 | Messico (bandiera)     | A     | Daniel Ríos         |
| 15 | Norvegia (bandiera)    | D     | Bjørn Inge Utvik    |
| 16 | Stati Uniti (bandiera) | C     | Sebastian Berhalter |
| 18 | Colombia (bandiera)    | D     | Édier Ocampo        |
| 19 | Croazia (bandiera)     | C     | Damir Kreilach      |

| N. |                        | Ruolo | Calciatore            |
| -- | ---------------------- | ----- | --------------------- |
| 20 | Paraguay (bandiera)    | C     | Adrián Cubas          |
| 22 | Canada (bandiera)      | D     | Ali Ahmed             |
| 24 | Stati Uniti (bandiera) | A     | Brian White           |
| 25 | Scozia (bandiera)      | C     | Ryan Gauld (capitano) |
| 26 | Camerun (bandiera)     | C     | Jean-Claude Ngando    |
| 27 | Australia (bandiera)   | D     | Giuseppe Bovalina     |
| 28 | Stati Uniti (bandiera) | D     | Tate Johnson          |
| 30 | Stati Uniti (bandiera) | P     | Adrián Zendejas       |
| 32 | Canada (bandiera)      | P     | Isaac Boehmer         |
| 33 | Stati Uniti (bandiera) | D     | Tristan Blackmon      |
| 45 | Ecuador (bandiera)     | C     | Pedro Vite            |
| 59 | Canada (bandiera)      | C     | Jeevan Badwal         |
|    | Germania (bandiera)    | A     | Thomas Müller         |

### Rosa 2024
Aggiornata al 2 aprile 2024.
| N. |                        | Ruolo | Calciatore          |
| -- | ---------------------- | ----- | ------------------- |
| 1  | Giappone (bandiera)    | P     | Yōhei Takaoka       |
| 2  | Uruguay (bandiera)     | D     | Mathías Laborda     |
| 3  | Canada (bandiera)      | D     | Samuel Adekugbe     |
| 4  | Serbia (bandiera)      | D     | Ranko Veselinović   |
| 6  | Stati Uniti (bandiera) | D     | Tristan Blackmon    |
| 7  | Portogallo (bandiera)  | C     | Ryan Raposo         |
| 8  | Austria (bandiera)     | C     | Alessandro Schöpf   |
| 11 | Haiti (bandiera)       | A     | Fabrice Picault     |
| 12 | Siria (bandiera)       | D     | Belal Halbouni      |
| 13 | Canada (bandiera)      | C     | Ralph Priso         |
| 14 | Portogallo (bandiera)  | D     | Luís Martins        |
| 15 | Norvegia (bandiera)    | D     | Bjørn Inge Utvik    |
| 16 | Stati Uniti (bandiera) | C     | Sebastian Berhalter |

| N. |                        | Ruolo | Calciatore       |
| -- | ---------------------- | ----- | ---------------- |
| 17 | Stati Uniti (bandiera) | P     | Joseph Bendik    |
| 18 | Scozia (bandiera)      | C     | Stuart Armstrong |
| 19 | Croazia (bandiera)     | C     | Damir Kreilach   |
| 20 | Paraguay (bandiera)    | C     | Adrián Cubas     |
| 22 | Canada (bandiera)      | D     | Ali Ahmed        |
| 23 | Giamaica (bandiera)    | D     | Javain Brown     |
| 24 | Stati Uniti (bandiera) | A     | Brian White      |
| 25 | Scozia (bandiera)      | C     | Ryan Gauld       |
| 28 | Canada (bandiera)      | A     | Levonte Johnson  |
| 32 | Canada (bandiera)      | P     | Isaac Boehmer    |
| 45 | Ecuador (bandiera)     | C     | Pedro Vite       |
| 50 | Canada (bandiera)      | P     | Max Anchor       |
| 92 | Australia (bandiera)   | C     | Jay Herdman      |